# 리투아니아 소비에트 사회주의 공화국
리투아니아 소비에트 사회주의 공화국(리투아니아어: Lietuvos Tarybų Socialistinė Respublika 리에투보스 타리부 소찰리스티네 레스푸블리카, 러시아어: Литовская Советская Социалистическая Республика 리톱스카야 소베츠카야 소치알리스티체스카야 레스푸블리카[*])은 리투아니아가 소련의 일부였을 때의 명칭이다.
1918년에 러시아로부터 독립했던 리투아니아는 1940년 소련에 흡수되었으나, 1991년 9월 6일에 재독립했다.

## 당 서기장
• 1944 ~ 1974
안타나스 스니에츠쿠스
• 1974 ~ 1987
페트라스 그리스케비치우스
• 1987 ~ 1988
링우다스 송가일라
• 1988 ~ 1990
Algirdas Brazauskas 최고위원회 의장
• Vytautas Landsbergis 입법부 소비에트 최고 역사 시대

## 역사
1940년, 제2차 세계 대전 중이었던 이 나라가 소련에 점령을 당하였고 1991년 9월 6일에 독립을 되찾았다.

## 당시 언어
리투아니아어와 러시아어가 사용되었다.

## 당시 주민
1970년에 주민조사에서 리투아니아인이 (80.1%), 8.6%가 러시아인, 7.7%가 폴란드인, 1.5%가 벨라루스인, 0.8%가 우크라이나인이었다. 이외에도 라트비아인, 타타르족, 유대인과 기타가 거주하고 있었다.

## 같이 보기
- 리투아니아의 역사